# Østrig
 "Austria" omdirigeres hertil. For skibet, se Austria (amerikadamper).
Østrig, officielt Republikken Østrig (tysk: Republik Österreich), er en forbundsstat i Centraleuropa, og består af 9 forbundslande med hvert sit parlament og regering. Østrig er omgivet af land på alle sider og støder op til Liechtenstein og Schweiz i vest, Italien og Slovenien i syd, Ungarn og Slovakiet i øst og Tyskland og Tjekkiet i nord. Hovedstaden er Wien. Østrig har 9.027.999 indbyggere (1. april 2022), hvoraf tre fjerdedele tilhører den romersk-katolske tro. Det officielle sprog er tysk, der tales i dialektiske former. Herudover er slovensk, kroatisk og ungarsk anerkendte minoritetssprog.
Republikken Østrig blev dannet på resterne af det østrig-ungarske dobbeltmonarki efter 1. verdenskrig og fik sin første statsforfatning i 1920. Denne blev videreført efter 2. verdenskrig i 1945, hvor den Anden Republik blev dannet. Fuld suverænitet fik Østrig med statstraktaten af 15. maj 1955. Østrig har en forfatningsbestemt neutralitet og er sæde for flere internationale organisationer, heriblandt FN, OSCE og OPEC. Landets statsoverhoved er forbundspræsidenten. Forbundskansleren er regeringchef.
Nationalrådet, der har 183 medlemmer, er det direkte valgte parlamentskammer. Valgperioden er fem år, og valgretsalderen er 16 år, hvilket er den laveste i Europa. Forbundsrådet er Østrigs indirekte valgte parlamentskammer, hvortil forbundslandenes lokale parlamenter, landdagene, udpeger 62 repræsentanter. Forbundsrådet har absolut vetoret mod love, der griber ind i forbundslandenes anliggender og rettigheder.
Topografisk er Østrig domineret af Alperne, der dækker 60 % af landet. Disse har stor betydning for Østrigs turisme, hvor alpin vintersport er en betydende erhvervsfaktor. Herudover er maskiner, kemiske produkter, stål- og metalvarer samt vin vigtigste produkter i Østrigs samhandel med udlandet. Også inden for infrastrukturen har topografien stor betydning, hvor bane- og vejanlæg er præget af det uvejsomme terræn med mange bro- og tunnelværker, ligesom landets mange floder giver gode muligheder for vandkraft, der dækker to tredjedele af landets energibehov. Kulturlivet er rigt og har fostret store komponister som W.A. Mozart, Joseph Haydn, Franz Schubert, Johann Strauss samt Gustav Mahler.

## Etymologi
Det tyske navn for Østrig, Österreich, betød "østligt rige" på oldhøjtysk, og er beslægtet med ordet Ostarrîchi, der første gang optræder i "Ostarrîchi dokumentet" fra 996. Ordet er sandsynligvis en oversættelse af det middelalderlatinske Marchia orientalis til en lokal bayersk dialekt. Østrig var et bayersk præfektur skabt i 976. Ordet "Österreich" er en latinisering af det tyske navn og blev først brugt i det 12. århundrede. På denne tid var Donaus opland i Østrig (Oberösterreich og Niederösterreich) det østligste område i Bayern, ja faktisk i alle de tyske lande, fordi de tidlige tyske østområder var befolket af slaviske sorbere og polabianere.
En østrigsk historiker fra det 20. århundrede ved navn Friedrich Heer erklærede i sin bog Der Kampf um die österreichische Identität (Kampen om den østrigske identitet), at den tyske form Ostarrîchi ikke var en oversættelse af det latinske ord, men at begge ord stammede fra et meget ældre udtryks oprindelse i de keltiske sprog i oldtidens Østrig. For mere end 2.500 år siden blev størstedelen af landet kaldt Norig af den keltiske befolkning (Hallstattkulturen). Ifølge Heer er betød no- eller nor- "'øst" eller "østlige", hvorimod -rig er relateret med det moderne tyske Reich, der betyder "rige". Derfor vil Norig i bund og grund betyde det samme som Ostarrîchi, Österreich og Østrig. Det keltiske navn blev til sidst latiniseret til Noricum efter romerne omkring 15. f.v.t havde erobret det område, der omslutter det meste af nutidens Østrig. Noricum blev senere en romersk provins i midten af det første århundrede. A.D. Heers hypotese er ikke blevet accepteret blandt lingvister.

## Historie
Uddybende artikel: Østrigs historie.

### Oldtid til 15 f.Kr.
De ældste spor efter mennesker i Østrig hører til palæolitikum, Neandertalernes tid. Der er flere oldtidsfund i Niederösterreich, hvoraf det mest kendte er i Wachau. Her er også de to ældste østrigske kunstværker fundet, en lille kvindefigur, den såkaldte Dansende Fanny fundet i Stratzing/Krems-Rehberg, samt figuren Venus fra Willendorf. Efter den trinvise bosættelse i alle regioner i Østrig i den sene stenalder står kobberalderen i udnyttelsen af råstoffernes tegn, først og fremmest kobber. Fra denne tid stammer også den berømte gletsjermumie Ötzi i det østrigsk-italienske grænseområde.
Under bronzealderen mellem 3. og 1. årtusinde f.Kr. blev der etableret et stigende antal handelscentre, hvis størrelse samtidig tog til. Der blev også etableret fæstninger fortrinsvis i råstofudvindingsområderne. I området omkring Hallstatt begyndte den systematiske udvinding af stensalt. Den ældre periode af jernalderen er opkaldt efter denne by: Hallstattkulturen. Den yngre jernalder står i kelternes tegn, som i syd og øst af det nuværende Østrig etablerede den første statsdannelse. Den vestlige del blev i denne periode beboet af rætierne.

### Romersk provins og folkevandring 15 f.Kr.-700
Størstedelen af det nuværende Østrig blev omkring 15 f.Kr. besat af Romerriget. Den romerske hersker Claudius oprettede under sin regeringsperiode (41-54 e.Kr.) den romerske provins Noricum, hvis grænser stort set svarede til Østrigs nuværende. Øst for Vindobona (det nuværende Wien) lå den største romerske by Carnuntum. Andre vigtige byer var Aguntum (ved Lienz), Juvavum (Salzburg), Virunum (nuværende Klagenfurt) og Teurnia (i nærheden af Spittal an der Drau).
Efter udbredelsen af kristendommen i det 2. århundrede e.Kr. begyndte den langsomme nedgang for Romerriget gennem folkevandringerne. Efter goterne, slaverne og avarernes lange pres mod provinsen Noricum begyndte bajuvarernes bosættelser i det 6. århundrede, mens det nuværende Vorarlberg blev befolket af alemannerne. I det nordlige alpeområde etablerede det bayriske hertugdynasti, hvis slægt stammede fra Agilolfinger, sig fra det 6. århundrede. Få årtier senere var Romerriget endegyldigt faldet fra hinanden.

### Frankerrige og det hellige romerske rige 700-1806
Store dele af Østrig hørte i det sene 700-tal til det bayriske hertugdømme i Karl den Stores frankiske rige. I det senere østfrankiske rige svarede regionen til det nuværende Niederösterreich og var fra 856 underlagt Karolingerne som Marchia orientalis. Det er latin for den østlige mark. Dette grænseland i rigets sydøstlige del blev kimen til det senere Østrig. Området blev dog tabt til Ungarn i 907. Først efter Lechfeldslaget kunne det østfrankiske rige igen ekspandere mod øst, og der opstod nye hertugdømmer og markgrevskaber. Dermed begyndte også en ny bayrisk bosætningsbølge.
I år 976 opstod den ældste land-enhed inden for grænserne af det nuværende Østrig i form af det selvstændige hertugdømme Kärnten. Samme år blev Marchia Orientalis overgivet til en greve af Babenberg af kejser Otto II. Marchia Orientalis blev i den forbindelse første gang benævnt Ostarrîchi. Udtalen og skrivemåden blev senere til Österreich. Den første skriftlige kilde til navnet er et dokument udfærdiget i Bruchsal den 1. november 996. Deri er fastslået en gave fra Otto III til biskoppen af Freising, nemlig en region der almindeligvis kaldes Ostarrichi ("regione vulgari vocabulo Ostarrichi"), hvormed mentes området omkring Neuhofen an der Ybbs ("in loco Niuuanhova dicto"). Dette dokument opbevares i dag i Bayrische Hauptstaatsarchiv i München. Området blev også kendt som Ostland (lat. Austria) eller Osterland, og den 8. september 1156 blev det ophøjet til et af Bayern uafhængigt hertugdømme af kejser Friedrich I gennem udstedelsen af det såkaldte Privilegium Minus. Dermed begyndte Østrigs egentlige historie som selvstændigt territorium inden for det hellige romerske rige.
Babenbergerne blev i 1278 efterfulgt af Habsburgerne. For at understrege deres særlige status gjorde de hertugdømmet Østrig til et ærkehertugdømme ved en forfalsket erklæring kaldet Privilegium Maius. De udvidede deres herskerområde indtil 1525 og blev en magtfaktor i det hellige romerske rige. De sene Babenbergere havde forbundet Steiermark med Østrig, og for Habsburgerne lykkedes det derfra at skabe et kompleks af lande gennem erhvervelse af Kärnten, Tyrol, Krain og flere andre områder, som samlet blev kaldt Herrschaft zu Österreich. Fra 1438 besad dynastiet næsten gennemgående den romersk-tyske konge- og dermed også kejserrang.
Fra slutningen af det 15. århundrede til 1690 blev de habsburgske landområder i stigende omfang udsat for angreb af det Osmanniske Rige, som stræbte mod vest fra Ungarn. Først i 1716 lykkes det Prins Eugen af Savoyen at slå "tyrkerne" tilbage til Beograd. Reformationen af kirken slog i begyndelsen hurtigt igennem, men blev i løbet af det 17. århundrede igen slået tilbage.
1713 blev der med den pragmatiske sanktion for første gang lavet en grundlov for alle de habsburgske landområder, og den fastslog at disse områder var udelelige og uadskillelige. Dermed lå det fast, at disse lande havde et enhedsfællesskab under et fælles statshoved – et fællesskab der blev kaldt "Østrig". Den fastslog også, at efter kejser Karl VI, der ikke havde nogen mandlige arvinger, skulle hans datter Maria Theresia følge ham som dronning af de østrigske arvelande. I den østrigske arvefølgekrig lykkedes det i hovedsagen for det nye hus Habsburg-Lothringen at tilegne sig magten i arvelandene. Da Preussen og Rusland i det 18. århundrede opdelte Polen, fik Østrig tildelt Galicien og Lodomerien.
Franz II grundlagde i 1804 kejserriget Østrig og tilegnede sig som Franz I titlen som Kejser af Østrig. I 1806 nedlagde han dog efter pres fra Napoleon kejserkronen for det hellige tysk-romerske rige, hvormed det også de jure ophørte med at bestå. Således var han i to år den eneste dobbeltkejser i historien.

### Kejserriget Østrig (1804-1867) og dobbeltmonarkiet Østrig-Ungarn (1867-1918)
Uddybende artikler: Kejserriget Østrig og Østrig-Ungarn.
Det nye kejserrige Østrig var en etnisk blandet stat, der udover tysk også talte ungarsk, italiensk, tjekkisk, polsk, ukrainsk, rumænsk, kroatisk, serbisk, slovakisk og slovensk. Da områderne tidligere havde hørt under det hellige romerske rige, indgik det fra 1815 i det tyske forbund, i hvis forbundsforsamling den østrigske gesandt havde formandskab. Landsdelen Salzburg tilfaldt i 1816 som hertugdømme det østrigske kejserrige, efter at det havde været et selvstændigt fyrsteærkebispedømme siden 1328.
Den førende politiker i den østrigske Biedermeier-tid var udenrigsminister og senere kansler Metternich. For ham gjaldt det at holde befolkningen i ro med censur og stikkeri for at opretholde den gamle orden: det enevældige monarki. De samme mål havde man på det tidspunkt i Preussen og Rusland, og sammen grundlagde disse tre monarkier den hellige alliance. I denne periode fandt industrialiseringen af Østrig også sted. I 1837 kørte det første damptog mellem Floridsdorf og Deutsch-Wagram, som var første del af nordbanen – monarkiets vigtigste banestrækning.
Inspireret af begivenhederne i Frankrig, der førte til oprettelsen af den 2. republik, udbrød der revolution i 1848, hvor monarkiets befolkning stræbte efter demokrati og uafhængighed. Det førte til, at kansler Metternich måtte gå i landflygtighed i England. Kun den kejserlige armé under Radetzky, Jelačić og Windisch-Graetz samt hjælp fra den russiske armé sikrede monarkiets overlevelse. Den 2. december 1848 afløste den 18-årige Franz Joseph den syge kejser Ferdinand I. Den uerfarne hersker stillede i 1849 de oprørske ungarere for retten og lod et dusin af de øverste ungarske hærførere henrette. Kejseren satte grundloven ud af kraft og indførte et totalt enevælde, hvor han i sin person ville samle den lovgivende, udøvende og dømmende magt. Det vakte en uvilje hos de mange nationalister i riget.
Med slaget ved Solferino i 1859 tabte Østrig overherredømmet i Norditalien, og med slaget ved Königgrätz (Sadowa) tabte man lederskabet i det tyske forbund. Den derigennem svækkede kejser måtte gennemføre dybtgribende reformer og opgive sin neo-absolutte regeringsmåde, og Østrig blev omdannet til et konstitutionelt monarki. Med Ungarn indgik man nu i 1867 en aftale, der gjorde det østrigske monarki til det østrig-ungarske dobbeltmonarki. Begunstigelsen af ungarerne, der nu i videst muligt omfang blev uafhængig af den østrigske indenrigspolitik, pustede yderligere til nationalitetskonflikterne med de øvrige befolkningsgrupper i monarkiet. Mens alle nationaliteter var repræsenteret i det østrigske rigsråd, og valgretten blev indført i 1907 for alle mænd, så blev de ikke-ungarske nationaliteter stærkt forfordelt i den ungarske rigsdag, og der kom heller ikke en almen valgret i Ungarn før 1918.
De nationale konflikter kombineret med forskellige alliancer i forhold til Balkan – Østrig var i alliance med Tyskland, og Serbien blev støttet af Rusland, og Rusland kunne regne med Frankrigs opbakning – gav efterhånden den nationale samling i Østrig-Ungarn trange kår. Hele konflikten brød ud i lys lue med attentatet på ærkehertug Franz Ferdinand i Sarajevo i 1914, der førte til 1. verdenskrig, og endelige afslutning af det kongelig-kejserlige monarki i 1918.

### Første republik (1918-1938)
Ved afslutningen af 1. verdenskrig var Østrig-Ungarn faldet fra hinanden. Den 12. november 1918 blev den nye republik Tysk-Østrig udråbt. Efter valget den 16. februar 1919 blev Karl Renner kansler. Han skulle i 1945 på ny komme til at spille en vigtig rolle ved grundlæggelsen af den Anden Republik. På det gammeløstrigske område, hvis borgere fortrinsvis talte tysk, opstod således en ny stat, og kejser Karl I's rolle var dermed formelt udspillet. Han flygtede til Schweiz og døde i 1922 på Madeira, mens hans hustru Zita af Bourbon-Parma døde i 1989.
Nogle områder, hvor flertallet af befolkningen talte tysk som Egerland, Sydmähren og Sydtyrol måtte efter ønske fra sejrherrerne ikke forblive i Østrig. I Saint-Germain-traktaten blev det foreskrevet, at navnet på staten skulle være "Republikken Østrig", og den i forfatningen forudsatte indtræden i den nye tyske republik blev forbudt. I 1920 blev den nye forbundsforfatning besluttet. I 1921 blev Burgenland, som var den overvejende tysktalende del af Vestungarn, optaget som selvstændigt forbundsland i republikken.
I 1925 indførtes den østrigske schilling som valuta, og det lykkedes en tid at bremse en truende inflation. Men den økonomiske krise og de politiske modsætninger førte de følgende år Østrig længere og længere ud i krise.

### Austrofascismen og stænderstat
En strid om gyldigheden af en afstemning i Nationalrådet førte til, at den kristensociale kansler Engelbert Dollfuß med politiets hjælp forhindrede Nationalrådet at sammentræde. Dollfuß tiltog sig diktatorisk magt og udnyttede, at krigsforvaltningens fuldmagtslov fra 1917 ved en fejl ikke var ophævet. Han kunne dermed ændre lovene eller udstede nye gennem regeringsforordninger. Den 12. februar 1934 kom de ulmende modsætninger mellem de regerende kristendemokrater og socialdemokraterne voldeligt til udtryk i den østrigske borgerkrig, hvor en generalstrejke i de store industriområder omkring Wien, Linz, Steyr og Oberösterreich udartede og krævede i alt 300 dødsofre. Regeringen indsatte forbundshæren med våben og fik genskabt kontrollen. Der fulgte dødsdomme mod medlemmer af politiske bevægelser, og et forbud mod det socialdemokratiske parti og dets støtter. Med en ny forfatning proklamerede Dollfuß herefter den 1. maj 1934 forbundsstaten Østrig som en stænderstat, der klart var et diktatorisk styre. Styreformen, der var inspireret af Mussolinis styreform, blev kaldt austrofascisme.
Det førte få uger efter til julikuppet begået af tilhængere af det siden 1933 forbudte NSDAP. Det lykkedes den 25. juli 1934 nogle kupmagere at trænge ind i kanslerforvaltningen, hvor Dollfuß blev så hårdt såret, at han døde få dage efter. Kupforsøget blev slået ned inden for få dage, og Kurt Schuschnigg blev ny forbundskansler. I februar 1938 mødtes Adolf Hitler med Schuschnigg, hvor han under trusler om militær invasion pressede den østrigske kansler til at indsætte nationalsocialister i regeringen. Schuschnigg indsatte den østrigske nazileder Arthur Seyß-Inquart som indenrigsminister. Kansleren så ikke anden mulighed end at afholde en folkeafstemning om Østrigs uafhængighed. Men få dage før afstemningen blev Østrig stillet over for et tysk ultimatum om at indsætte en naziregering, og Schuschnigg overlod nu sin plads til Seyß-Inquart.
Samtidig med regeringens tiltræden den 12. marts 1938 marcherede tyske tropper ind i Østrig og forhindrede dermed den af Schuschnigg til den 13. marts 1938 planlagte folkeafstemning. Den 13. marts 1938 indlemmede Hitler ved Anschluss Østrig i Det tredje Rige under stor begejstring fra sine talrige østrigske tilhængere. Kort efter begyndte arrestationer af omkring 60.000 østrigere, der blev sendt i koncentrationslejrene i Dachau og Buchenwald. Deportationen af jøder og den såkaldte "arisering" med beslaglæggelse af jødisk ejendom tog hurtigt til. Den 10. april 1938 blev der afholdt en folkeafstemning til bekræftelse af indlemmelsen. Det officielle resultat var, at 99,73 % af stemmerne var ja-stemmer.

### Det tredje rige (1938-1945)
Uddybende artikel: Østrig under nationalsocialismen.
Østrig forblev umiddelbart som eget land i det tredje rige, men den såkaldte Ostmarkgesetz (østmarkloven) af 14. april 1939 omdannede Østrigs delstater til tyske Reichsgaue, og fra 1942 blev de tidligere delstater og Wien gennem en førerbefaling omdannet til "normale" tyske rigsenheder. Østrig blev først betegnet som "Ostmark" og senere som "Alpe- og Donauenheden". Burgenland blev delt mellem enhederne Niederdonau og Steiermark, Østtyrol blev sluttet til Kärnten og den steiriske del af Salzkammergut blev lagt under Oberdonau. Wiens areal blev ved en sammenlægning med oplandet tredoblet (i det såkaldte stor-Wien).

### Efterkrigstid og den Anden Republik
Kort før det stortyske riges fald og krigsafslutningen i 1945 blev Østrig igen etableret som uafhængig stat. Dette havde de senere sejrherrer allerede fastslået i Moskvadeklarationen i 1943. Den 27. april 1945 sammentrådte en provisorisk statsregering med Karl Renner som kansler og proklamerede genopståelsen af republikken (Den Anden Republik). Snart derefter blev forfatningen fra 1. oktober 1920 med dens senere justering fra 1929 atter sat i kraft. Østrig tilbagevandt dermed sin status som et ikke-voldeligt, repræsentativt, parlamentarisk og føderalistisk demokrati.
Karl Renner blev i december 1945 valgt til forbundspræsident af Forbundsforsamlingen. Efter Renners død blev Wiens borgmester Theodor Körner den 27. maj 1951 folkevalgt til forbundspræsident som kandidat for SPÖ. Han blev dermed det første folkevalgte statsoverhoved i den østrigske historie. Fra 1945 til 1947 blev Østrig efter ønske fra besættelsesmagterne ledet af en regering bestående af alle partier (ÖVP, SPÖ, KPÖ). Den 19. november 1947 dannede ÖVP og SPÖ en stor koalition, der regerede indtil 1966. Denne alliance mellem partierne var udtryk for en fast beslutning om at løse Østrigs problemer, men den lagde også grunden til de to partiers dominans og magtdeling i østrigsk politik, hvilket dog i årtier havde vælgernes opbakning.
Indtil 1955 var Østrig ligesom efterkrigstyskland opdelt i besættelseszoner. Den sovjetiske zone var den største, som omfattede Oberösterreich nord for Donau, Niederösterreich og det gendannede Burgenland. Wien, som lå midt i den sovjetisk okkupationszone, blev delt mellem de allierede, og Wiens inderste bykerne blev administreret i fællesskab mellem parterne. Russerne beslaglagde en række vigtige virksomheder, herunder også olieproduktionen, da den blev betragtet som "tysk ejendom", og produktionen blev samlet i en sovjetisk koncern benævnt USIA.
Med underskrivelsen af den østrigske Statstraktat den 15. maj 1955 fik republikken sin fulde suverænitet den 27. juli 1955. Den blev indgået mellem forbundsregeringen og repræsentanter fra sejrsmagterne. Østrig forpligtede sig til aldrig igen af stræbe mod en tilslutning til Tyskland. Den 26. oktober 1955, efter tilbagetrækningen af besættelsestropperne, besluttede Nationalrådet Østrigs evige neutralitet; denne dag har siden 1965 være Østrigs nationaldag. Neutraliteten, der således ikke er en del af forpligtelserne i selve statstraktaten, betyder, at Østrig ikke må tiltræde militære samarbejder og at landet ikke må tillade andre magter at anvende østrigsk territorium som militært støttepunkt, samt at Østrig med alle midler skal forsvare sin uafhængighed. Neutraliteten gav under den kolde krig Østrig en særlig position som brobygger mellem vest og øst. Neutraliteten blev sat på en prøve under opstanden i Ungarn i 1956 og senere igen under besættelsen af Tjekkoslovakiet i 1968, men Østrig fastholdt sin neutrale position og modtog både mange flygtninge under de to kriser og gav store humanitære hjælpemidler.
Den 14. december 1955 blev Østrig medlem af FN og var 1973-74, 1991-92 og 2009-2010 medlem af sikkerhedsrådet. I 1956/57 fik IAEA, det Internationale Atomenergiagentur, sæde i Wien, og i 1969 kom UNIDO, FN's organisation for industriel udvikling, til, og senere fulgte flere FN-agenturer. I 1965 lagde OPEC sit hovedkontor i Wien.
I Sydtyrol, som indtil 1918 havde tilhørt Østrig, men efter 1. verdenskrig blev annekteret af Italien, var der et flertal af tysktalende. I 1960'erne forelagde Østrig konflikten med Italien om landområdet for FN, og efter et møde i København i november 1969 enedes Italien og Østrig om en række rettigheder for befolkningen i Sydtyrol.
Fra 1970 til 1983 blev Østrig ledet af en socialdemokratisk regering med Bruno Kreisky i spidsen. I 1970'erne fik Østrig stigende betydning i internationale spørgsmål, hvilket bl.a. kom til udtryk gennem etableringen af en FN-bygning i Wien (UNO-City) og Bruno Kreiskys engagement i spørgsmålet om palæstinenserne.

### Østrig i dag
Siden åbningen af grænserne til de tidligere østbloklande i 1989/1990 ligger Østrig ikke længere ved østgrænsen til det frie Europa, og Østrig har oplevet stærkere handelsforbindelser til og investeringer i reformlandene. I første halvdel af 1990'erne fik mange mennesker fra de borgerkrigshærgede jugoslaviske lande ophold i Østrig.
Efter afslutningen af den kolde krig i 1991 blev neutralitetspolitikken slækket. Den har ændret status efter Østrigs indtræden i EU den 1. januar 1995. Under den kolde krig var den en vigtig del af østrigernes identitet, men med Østrigs deltagelse i EU og dermed også EU's fælles forsvarspolitik har neutralitetspolitikken mistet sin udenrigspolitiske betydning.
I 2002 blev euroen indført som valuta og erstattede dermed den østrigske schilling, og den 21. december 2007 blev Schengen-samarbejdet udvidet mod øst. Dermed forsvandt de sidste rester af jerntæppet, da grænsekontrollen til Tjekkiet, Slovakiet, Ungarn og Slovenien blev fjernet. Den 9. april 2008 ratificerede Nationalrådet EU's Lissabon-traktat med et stort flertal på 151 medlemmer for og 28 imod.

## Geografi
Østrig strækker sig i øst-vestlig retning på det længste sted 575 km og i nord-sydlig retning 294 km på det længste sted. Omkring 60 % af landet består af bjerge og har en andel af østalperne (frem for alt Tirols del af Centralalperne, Hohe Tauern og Niedere Tauern, Nordlige Kalkalper, Sydlige Kalkalper og Wienerwald), hvorfor landet i folkemunde ofte kaldes Alperepublikken. Nord for Donau i Ober- og Niederösterreich ligger den bøhmiske masse der med sine udløbere når helt til Tjekkiet og Bayern. Burgenland øst for alpe-karpater-buen løber ud i det pannoniske bækken og har både landskabsmæssigt og klimatisk stor lighed med den østlige nabo Ungarn, hvortil det hørte indtil 1921.
De store højdeforskelle ligger mod øst langs med Donau, frem for alt i alpeforlandet og i Wienerbækkenet med Moravafeltet samt i det sydlige Steiermark, der med sin lighed med landskabet i Toscana ofte kaldes det steiriske toscana. Det lavest beliggende punkt i Østrig er Hedwighof i Burgenland med 114 m.o.h. Kun 32 % af landet ligger lavere end 500 m.o.h.
43 % procent af landets areal på 83.871 km² er dækket af skov.

### Eksklaver og enklaver
Inden for Østrigs statsområde er Kleinwalsertal en tysk funktional enklave. Det betyder, at Kleinwalsertal hører til Østrig (Vorarlberg) og grænser direkte op til landet, men på grund af den topografiske placering af vejene kan den kun nås via Tyskland. En anden tysk funktional enklave er kommunen Jungholz i Tyrol, som ikke kan nås fra Østrig og kun er forbundet med landet med det 1.636 meter høje bjerg Sorgschrofen.

### Bjerge
De højeste bjerge i Østrig er 3-4.000 meter høje og ligger i østalperne. Med 3.798 m.o.h. er Großglockner i Hohe Tauern det højeste bjerg. Dernæst følger Wildspitze med 3.774 m.o.h. og Weißkugel med 3.738 m.o.h., der begge ligger i Ötztal Alperne.
Bjerglandskabet er af stor betydning for turismen. Der er mange vintersportssteder, og om sommeren er der mulighed for bjergvandring eller -klatring.

### Søer
Den største sø er Neusiedler See i Burgenland.[kilde mangler] Af søens samlede areal på 315 km² hører cirka 77 % til Østrig mens resten ligger i Ungarn.[kilde mangler] Attersee er den største sø, der er beliggende helt inden for Østrigs grænser, med et areal på 46 km²[kilde mangler] efterfulgt af Traunsee med 24 km²,[kilde mangler] begge i Oberösterreich. Bodensee, med sine 536 km²,[kilde mangler] i Dreiländereck på grænsen mod Tyskland og Schweiz ligger for en mindre dels vedkommende i Østrig. Statsgrænserne i Bodensee er imidlertid ikke præcist fastlagt.[kilde mangler]
For sommerturismen har søerne ligesom bjergene stor betydning,[kilde mangler] særligt søerne i Kärnten og i Salzkammergut, der er populære mål for badeferier.[kilde mangler] De kendteste søer her er Wörthersee, Millstätter See, Ossiacher See og Weissensee i Kärnten.[kilde mangler] Andre kendte søer er Mondsee og Wolfgangsee på grænsen mellem Salzburg og Oberösterreich.

### Floder
Den største del af Østrig bliver afvandet gennem Donau til Sortehavet. Kun mindre områder mod vest afvandes via Rhinen og i nord via Elben til Nordsøen. Donau, der med sine i alt 2.888 km er Europas næstlængste flod, gennemflyder Østrig med en længde på 350 km.
Store sidefloder til Donau er (fra vest mod øst):
- Lech, Isar og Inn som udløber i Donau gennem Bayern; de afvander Tyrol, og den i Salzach udmundende Inn afvander Salzburg
- Traun, Enns, Ybbs, Erlauf, Pielach, Traisen, Wienfluss og Fischa afvander de syd for Donau beliggende områder i Oberösterreich, Steiermark, Niederösterreich og Wien
- Große Mühl og Kleine Mühl, Rodl og Aist, Kamp, Göllersbach og Rußbach samt Thaya ved den nordlige grænse og Morava ved den østlige grænse afvander områderne nord for Donau beliggende i Oberösterreich og Niederösterreich
- Lainsitz og Maltsch er på grund af deres størrelse uden betydning, de er dog de eneste østrigske floder, der afvander fra Niederösterreich gennem Tjekkiet til Elben

Mura afvander området Lungau i Salzburg samt Steiermark; den udmunder i Drau i Kroatien, som samtidig afvander Kärnten og Østtyrol. Drau udmunder i Kroatien på grænsen til Serbien i Donau.
Rhinen afvander store dele af Vorarlberg og flyder gennem Bodensee for at udmunde i Nordsøen.

### Natur
De forskelligartede topografier i Østrig skaber grundlag for er et stort antal arter inden for både flora og fauna. For at beskytte disse, er der inden for de seneste årtier etableret syv forskellige nationalparker. Også i kølvandet på UNESCO's Verdensarvsliste er flere områder udpeget til naturarv.

#### Flora
Det østrigske miljøministerium antager, at der er omkring 2.950 spore- og rodplanter inklusiv uddøde plantearter. Heraf står godt 40 % på den røde liste.
43 % af Østrigs areal består af skov. I lavområderne op til 500 meter består skovene fortrinsvis af løvskov med bøg og eg. Over denne grænse er der blandingsskov – primært bøg og gran – mens gran er helt dominerende i højder over 1.500 meter. Skovgrænsen ligger omkring 1.800 meters højde.
I alperne findes en række sjældne plantearter, hvoraf mange er totalfredet, f.eks. den udrydningstruede Edelweiss. Alpeviol og ensian findes med flere forskellige arter i Alperne.

#### Fauna
Der findes omkring 45.870 dyrearter i Østrig, hvoraf 98,6 % er hvirvelløse dyr. 10.882 arter regnes som truede, hvoraf 2.804 er opført på IUCN's rødliste. Der findes en række sjældne fuglearter som f.eks. lammegrib, alpesejler og forskellige mejsearter. I alperne findes bl.a. gemse og murmeldyr. Fladlandet øst for Wien med den store Neusiedler See er et stort reservat for fugle. Rør- og sivskovene omkring søen giver endvidere gode livsbetingelser for hvid stork, sølvhejre, rørdrum og grågæs.

### Klima
Østrig ligger i den tempererede klimazone og medregnes i det mellemeuropæiske overgangsklima, hvor klimaet er kendetegnet ved vekselvirkningen mellem havklima og fastlands- hhv. pannonisk klima, og den fugtige vestenvind er dominerende.[kilde mangler]
Som følge af disse klimapåvirkninger er den østlige del af Østrig kendetegnet ved kolde vintre og varme somre, og på helårsbasis falder der kun middelmådige regnmængder.[kilde mangler]
Den vestlige del af landet er påvirket af havklimaet og vestenvinden, og vintrene er som regel relativt milde og somrene er varme.[kilde mangler] Her er også de største nedbørsmængder.[kilde mangler] De geografiske forhold danner endvidere en yderligere klimazone med det alpine klima, som i bjergene giver strengere vintre end i det dybereliggende østen. En anden særhed er de forskellige påvirkninger fra nord og syd, hvor klimaet mod nord kan bringe polarkulde med sig og mod syd Sahara-sand.[kilde mangler]
Der kan opstå fønvind på nordsiden af Alperne, som kan have stor indvirkning på menneskers velbefindende i de op til tre dage, som vinden kan vare.[kilde mangler]

#### Temperatur og nedbør
Gennemsnitstemperaturen i den vestlige del af landet (Innsbruck) er -1,7 °C i januar og 18,1 °C i juli. I den østlige del af landet (Wien) er de tilsvarende temperaturer 1,2 °C og 21,7 °C.
Tabel med middeltemperaturer gennem året i Wien (øst) og Innsbruck (vest):
| By        | Jan   | Feb | Mar | Apr  | Maj  | Jun  | Jul  | Aug  | Sep  | Okt  | Nov | Dec   | År   |
| --------- | ----- | --- | --- | ---- | ---- | ---- | ---- | ---- | ---- | ---- | --- | ----- | ---- |
| Wien      | 1,2   | 2,9 | 6,4 | 11,5 | 16,5 | 19,1 | 21,7 | 21,6 | 16,8 | 11,6 | 5,5 | 2,4   | 11,4 |
| Innsbruck | - 1,7 | 0,4 | 4,8 | 8,4  | 13,4 | 16,1 | 18,1 | 17,7 | 14,0 | 9,1  | 2,9 | - 1,0 | 8,5  |

Over Østeuropa kan etableres et kraftigt og stabilt højtryk, der om sommeren giver klart vejr og den kontinentale varme trækkes ind over landet og giver en hed, tør varme. Om vinteren skaber samme højtrykssituation højt solskin og meget koldt vejr (ned til -20 °C).

##### Vejrrekorder
- Varmeste dag blev målt den 8. august 2013 i Bad Deutsch-Altenburg i Niederösterreich med 40,5 °C[83]
- Koldeste dag blev målt den 1. januar 1905 på bjerget Sonnblick med -37,4 °C[kilde mangler]
- Koldeste dag i beboet område blev målt den 11. februar 1929 i Stift Zwettl med -36,6 °C[84]

På grund af havklimaets aftagende virkning fra vest mod øst er regnmængderne tilsvarende aftagende i samme retning i landet. Regnmængderne i Wien er således kun cirka halvdelen af den mængde, der falder i Salzburg.[kilde mangler]
På årsbasis viser sig store regnmængder langs alperyggen, da fugtige luftstrømme fra nord eller syd ved lavtryk ophobes og derved afgiver regn. Om vinteren bevirker dette store snemængder i bjergene og dalene, samt i de nord eller syd for bjergene beliggende regioner. Om sommeren kan de store regnmængder medføre mudderskred eller oversvømmelser. Områderne med størst nedbør er alpeforlandet samt områderne øst og nordøst for Innsbruck. Her falder indtil 3.000 mm regn eller sne årligt.[kilde mangler]
For- og efterår er stærkt omskiftelige vejrperioder, hvor der både kan falde sne, eller der kan være høje temperaturer. Da dagtemperaturerne i juli og august ikke sjældent kommer over 30 °C, og da luftfugtigheden er høj, dannes der ofte cumulusskyer, der ved mødet med Alperne kan føre til kraftigt uvejr.[kilde mangler]
Østrig er som sine nabolande i de senere år hyppigere udsat for vejrforandringer. Heftige regnskyl har flere gange skabt ødelæggende oversvømmelser og mudderskred, som også har krævet dødsfald. Det er også kommet til orkanagtige storme og voldsomme snefald, som har efterladt byer uden kontakt til omverdenen og givet flere laviner. Også tørke hærger oftere i landet. Det diskuteres fortsat blandt klimaeksperter, om disse vejrfænomener blot er tilfældige udsving eller et resultat af en global klimaforandring.

## Demografi

### Befolkningsudvikling
Den første folketælling, som kan sammenlignes med den i dag anvendte metode, skete i 1869/1870 i Østrig-Ungarn, hvor befolkningstallet frem til 1913 har været stigende inden for det nuværende Østrigs geografiske område. Stigningerne fremkom primært gennem indenlandske indvandringer fra de Østrig-ungarske kronlande. Efter 1. verdenskrig var der et kortvarigt fald i befolkningstallet som følge af mange embedsmænds tilbageflytning til deres oprindelseslande. Den sidste folketælling inden 2. verdenskrig viste et befolkningstal på 6.653.000. Efter krigen oplevede man en årrække nedgang i befolkningstallet.
Et højt fødselsoverskud vendte udviklingen frem til 1974, hvor der blev nået et nyt højdepunkt med 7.599.000 indbyggere i Østrig. Tallet lå nogenlunde stabilt frem til 1987, hvor der begyndte en ny befolkningsstigning, som bl.a. kan tilskrives en større indvandring. I 2011 var der 8.404.252 indbyggere i Østrig. Det svarer til 1,7 % af EU's befolkning. Den gennemsnitlige forventede levetid for kvinder var i 2011 83,16 år og for mænd 77,70 år. Børnedødeligheden var 0,39 % i 2011.

### Byer og befolkningstætte områder
Det suverænt største beboelsesområde i Østrig er metropolregionen Wien med et indbyggertal på 2,4 mio (pr. 2011). Dermed bor en fjerdedel af befolkningen i hovedstadsregionen. Andre store byregioner omgiver forbundshovedstæderne Graz, Linz, Salzburg og Innsbruck. Til de vigtigste byer tæller desuden (fra vest mod øst) Feldkirch, Dornbirn og Bregenz i Vorarlberg, Villach og Klagenfurt i Kärnten, Wels i Oberösterreich samt St. Pölten og Wiener Neustadt i Niederösterreich. I alt har omkring 200 kommuner af meget forskellig størrelse retten til at kalde sig for en by (stadsret); kun for de 15 statutarbyer har dette forvaltningsretlig betydning.
I de erhvervsmæssigt svage områder er afvandringen fra land til by et stort problem. Vandringen fra land til bymetropolerne har fokus i hele EU, og er et ikke særegent østrigsk fænomen. De bjergrige alperegioner giver Østrig en særlig udfordring i forhold til vandringen. Netop urbaniseringen er et stigende problem for landområderne i Alperne. Den betyder, at landbefolkningen i stigende grad søger beskæftigelse i byerne enten som pendlere eller ved at de fraflytter landsbyerne for at komme nærmere byområderne. Erhvervsmæssigt går det i landbyerne ud over den traditionelle landbrugsproduktion og dennes følgeproduktion. For alpeområderne er udviklingen problematisk, dels fordi etableringen af den nødvendige infrastruktur til erhvervsvirksomheder er omkostningfuld i bjergene og dels fordi viden om de hidtidige produktionsmetoder og traditioner forsvinder.
Flere og flere landsbyer øjner mulighed for erhvervsmæsig ernæring gennem vinterskisportsturisme, og konkurrencen er hård for at tiltrække turister i de måneder sæsonen varer. Erhvervsstrukturen i landområderne bliver dermed mere ensidig og samtidig mere sårbar overfor udsving (særligt når snesæsonen afkortes som følge af klimatiske ændringer), hvilket skaber yderligere usikkerhed for landområderne og dermed yderligere forstærker vandringen fra land til by. Samtidig er udbygningen og vedligeholdelsen af skiområderne omkostningsfuld for de små kommuner.

#### Største byer
| Østrigs største byer Statistik Austria 1. januar 2022 | Østrigs største byer Statistik Austria 1. januar 2022 | Østrigs største byer Statistik Austria 1. januar 2022 | Østrigs største byer Statistik Austria 1. januar 2022 | Østrigs største byer Statistik Austria 1. januar 2022 | Østrigs største byer Statistik Austria 1. januar 2022 | Østrigs største byer Statistik Austria 1. januar 2022 | Østrigs største byer Statistik Austria 1. januar 2022 | Østrigs største byer Statistik Austria 1. januar 2022 | Østrigs største byer Statistik Austria 1. januar 2022 |
|                                                       | Rang                                                  | Bynavn                                                | Østrigs delstater                                     | Indb.                                                 | Rang                                                  | Bynavn                                                | Østrigs delstater                                     | Indb.                                                 |                                                       |
| ----------------------------------------------------- | ----------------------------------------------------- | ----------------------------------------------------- | ----------------------------------------------------- | ----------------------------------------------------- | ----------------------------------------------------- | ----------------------------------------------------- | ----------------------------------------------------- | ----------------------------------------------------- | ----------------------------------------------------- |
| Wien Graz                                             | 1                                                     | Wien                                                  | Wien                                                  | 1.931.593                                             | 11                                                    | Wiener Neustadt                                       | Niederösterreich                                      | 47.106                                                | Linz Salzburg                                         |
| Wien Graz                                             | 2                                                     | Graz                                                  | Steiermark                                            | 0.292.630                                             | 12                                                    | Steyr                                                 | Oberösterreich                                        | 37.879                                                | Linz Salzburg                                         |
| Wien Graz                                             | 3                                                     | Linz                                                  | Oberösterreich                                        | 0.207.247                                             | 13                                                    | Feldkirch                                             | Vorarlberg                                            | 34.998                                                | Linz Salzburg                                         |
| Wien Graz                                             | 4                                                     | Salzburg                                              | Salzburg                                              | 0.155.416                                             | 14                                                    | Bregenz                                               | Vorarlberg                                            | 29.306                                                | Linz Salzburg                                         |
| Wien Graz                                             | 5                                                     | Innsbruck                                             | Tyrol                                                 | 0.130.585                                             | 15                                                    | Leonding                                              | Oberösterreich                                        | 28.967                                                | Linz Salzburg                                         |
| Wien Graz                                             | 6                                                     | Klagenfurt                                            | Kärnten                                               | 0.102.618                                             | 16                                                    | Klosterneuburg                                        | Niederösterreich                                      | 27.542                                                | Linz Salzburg                                         |
| Wien Graz                                             | 7                                                     | Villach                                               | Kärnten                                               | 0.064.071                                             | 17                                                    | Baden                                                 | Niederösterreich                                      | 25.783                                                | Linz Salzburg                                         |
| Wien Graz                                             | 8                                                     | Wels                                                  | Oberösterreich                                        | 0.063.181                                             | 18                                                    | Wolfsberg                                             | Kärnten                                               | 25.056                                                | Linz Salzburg                                         |
| Wien Graz                                             | 9                                                     | Sankt Pölten                                          | Niederösterreich                                      | 0.056.360                                             | 19                                                    | Traun                                                 | Oberösterreich                                        | 24.926                                                | Linz Salzburg                                         |
| Wien Graz                                             | 10                                                    | Dornbirn                                              | Vorarlberg                                            | 0.050.360                                             | 20                                                    | Krems a/d Donau                                       | Niederösterreich                                      | 24.876                                                | Linz Salzburg                                         |

### Sprog
Efter kapitel 8 i Østrigs forfatning er tysk det officielle statssprog i Republikken Østrig.[kilde mangler] I Østrig tales og skrives (kun i formale forbindelser) en variant af sproget, der kaldes østrigsk tysk og som er en variation af højtysk.[kilde mangler] Modersmålet for de fleste østrigere er dog ikke tysk, men i stedet bairisk (alemannisk i Vorarlberg og Reutte i Tyrol), men næsten alle behersker også tysk.[kilde mangler]
Forfatningen giver endvidere rettigheder til nogle slaviske sprog i visse regioner. Det drejer sig om burgenlandkroatiske, slovenske og ungarske folkeslag. Herudover taler romafolk deres eget sprog, ligesom omkring 35.000 af Jenischefolket lever i Østrig og taler en variant af højtysk.[kilde mangler]

### Ind- og udvandring
Efter 2. verdenskrig oplevede Østrig primært indvandring fra Ungarn og Tjekkoslovakiet efter opstandene i disse lande i hhv. 1956 og 1968. Den stigende velstand op gennem 1950'erne betød endvidere et øget behov for arbejdskraft, som blev inviteret til Østrig i denne periode.
I 1990'erne oplevede Østrig store flygtningestrømme som følge af krigene i det tidligere Jugoslavien, og i dag udgør borgere fra eks-jugoslavien 2/3 af samtlige udlændinge i Østrig. Næststørste gruppe er fra Tyrkiet, og i de senere år er indvandringen fra Tyskland, som følge af manglen på arbejdspladser, steget, så denne gruppe udlændinge nu udgør den tredjestørste indvandringsgruppe i Østrig.
Befolkningsprognosen for Østrig viser, at befolkningstallet frem til 2050 vil stige til omkring 9,4 mio. indbyggere. Som i Danmark vil befolkningssammensætningen ændre sig, således at antallet af ældre vil være stigende. Stigningen i befolkningstallet forventes primært at ske gennem indvandring, idet der vil være et stigende fødselsunderskud.

### Religion
Ifølge folketællingen fra 2001 er 73,6 % af befolkningen tilhængere af den romerskkatolske kirke, 4,7 % bekender sig til den protestantiske tro, 4,2 % bekender sig til islam, mens 0,1 % bekender sig til den jødiske tro. Hver tredje tilhænger af islam i Østrig bor i Wien, mens det for tilhængerne af den jødiske tro gælder, at over 85 % bor i Wien.
Til andre religiøse retninger tæller buddhisme (0,1 %), der blev anerkendt som trosretning i 1983, hinduisme (0,04 %) og Jehovas Vidner (0,3 %). 12 % af befolkningen angiver, at de ikke tilhører en trosretning.

## Politik

### System
Østrig er i følge forfatningen en føderal, parlamentarisk-demokratisk republik, der består af ni forbundslande.[kilde mangler] Forbundspræsidenten er statsoverhoved og vælges for en seksårig periode af folket ved et direkte valg.[kilde mangler]
Forbundskansleren, der udnævnes af forbundspræsidenten, er regeringschef. Sædvanligvis får partiformanden fra den største parlamentsfraktion til opgave at danne en regering. Dette er imidlertid ikke en forfatningsregel.[kilde mangler] Forbundspræsidenten skal ved udnævnelsen af forbundskansleren blot være opmærksom på, at denne ikke får stillet et mistillidsvotum i Nationalrådet.
Forbundsregeringen bliver udnævnt af forbundspræsidenten efter indstilling fra forbundskansleren (hvorved præsidenten også har ret til at afvise et forslag).[kilde mangler] Hvis Nationalrådet udtaler mistillid til regeringen, skal forbundspræsidenten afskedige den.[kilde mangler] Efter forfatningen kan forbundspræsidenten dog også afskedige en regering direkte.[kilde mangler] Nationalrådet kan opløses af forbundspræsidenten efter forslag fra regeringen, hvorved der skal udskrives nyvalg.[kilde mangler] Siden 8. juli 2004 har Heinz Fischer været forbundspræsident i Østrig.[kilde mangler] Ved præsidentvalget den 25. april 2010 genvalgtes Heinz Fischer for en ny seksårig periode med 79,3% af de afgivne gyldige stemmer.[kilde mangler]
Der kan udskrives såvel bindende som vejledende folkeafstemninger.[kilde mangler] Endvidere kan et emne tages op i en folkepetition.[kilde mangler] Såfremt folkepetitionen underskrives af 100.000 stemmeberettigede eller 1/6 af vælgerne i tre forbundslande, er Nationalrådet forpligtet til at behandle petitionen, men ikke bundet af dens indhold.[kilde mangler]
Forfatningsændringer skal vedtages med 2/3 flertal i begge parlamentets kamre.[kilde mangler] Bindende folkeafstemninger om forfatningsspørgsmål skal gennemføres, hvis der er tale om en helt ny forfatning, for forfatningsændringer kun hvis 1/3 af et af parlamentets kamre kræver det.[kilde mangler]

### Institutioner
Det østrigske parlament består af to kamre. Nationalrådet bliver med sine 183 medlemmer valgt af alle statsborgere (også i udlandet), der er fyldt 16 år, ved almindeligt, lige, direkte og hemmeligt forholdstalsvalg. Valgperioden er fra 2007 5 år (var tidligere 4 år), hvis der ikke udskrives nyvalg tidligere, enten ved at Nationalrådet opløser sig selv eller ved at forbundspræsidenten og regeringen opløser det. Nationalrådet er den østrigske lovgivnings dominerende kammer. Der er en generel spærregrænse på 4 procent til Nationalrådet.
Nationalrådet har følgende sammensætning efter valget den 29. september 2013 (med ændring i mandattal i forhold til valget i 2008):
- 52 pladser SPÖ (- 5)
- 47 pladser ÖVP (- 4)
- 40 pladser FPÖ (+ 6)
- 24 pladser Grüne (+ 4)
- 11 pladser Team Stronach (+ 11)
- 9 pladser NEOS – Das Neue Österreich (+ 9)

Forbundsrådet bliver udpeget af de enkelte Landdage (som er forbundslandenes lokale parlamenter) efter forbundslandenes befolkningstal og består af 62 repræsentanter. Det har i de fleste tilfælde kun en udsættende vetoret, som Nationalrådet gennem en beslutning kan overtrumfe og dermed gennemføre en lov alligevel. Kun i tilfælde, hvor en lov griber ind i de enkelte forbundslandes anliggender og rettigheder, har Forbundsrådet et absolut veto.
Styrkeforholdet mellem de to kamre er ofte til diskussion i Østrig, hvor politikerne i forbundslandene gerne ser Forbundsrådet som et ligeberettiget andetkammer, mens kritikere på den anden side ser Forbundsrådet som overflødigt, da rådet oftere stemmer efter partipolitiske interesser end efter det enkelte forbundslands interesser. I perioden 2003-2005 har en forfatningskommission undersøgt mulighederne for en reform af den østrigske forfatning. Kommissionen kunne imidlertid ikke blive enig om en anbefaling af det fremtidige kompetenceforhold mellem staten og forbundslandene.

### Politiske partier
Siden grundlæggelsen af Republikken Østrig har der været to store dominerende partier i landets politik: Det kristeligt-konservative folkeparti (ÖVP) og det socialdemokratiske SPÖ.[kilde mangler] Begge partierne opstod allerede under monarkiet og blev gendannet efter Wiens befrielse i april 1945. 1945-1966 samt 1986-1999 regerede de to partier sammen i en stor koalition på trods af deres forskellige verdensanskuelser.[kilde mangler] Det tredje og væsentligt mindre partipolitiske kontinuum er det tysknationalt prægede FPÖ (Freiheitliche Partei Österreichs'). I de første år i den Anden Republik spillede det kommunistiske parti (KPÖ) også en rolle, men er siden 1960'erne på landsplan uden betydning. Ved regionale valg i f.eks. Graz opnår partiet dog fortsat nogen stemmeandel.[kilde mangler]
I 1980'erne brød det meget stabile, men noget stive, partisystem fra hinanden. På den ene side på grund af De Grønne fra den venstre side af partispektret og på den anden side på grund FPÖ's nypositionering som højrepopulistisk parti.[kilde mangler] I 1993 fraspaltede en fraktion sig fra FPÖ i Liberales Forum, som dog forsvandt fra den politiske scene igen.[kilde mangler] I 2005 skete atter en spaltning fra FPÖ, da en udbrydergruppe under ledelse af Jörg Haider dannede Bündnis Zukunft Österreich (BZÖ), særligt på grund af spørgsmål om skattesystem og EU's udvidelse.[kilde mangler]
Efter valget til Nationalrådet i 2013 dannede SPÖ's partileder Werner Faymann for anden valgperiode i træk en koalitionsregering med ÖVP.[kilde mangler] Werner Faymann er forbundskansler og formanden for ÖVP Michael Spindelegger er vicekansler og finansminister.[kilde mangler] Regeringen blev udnævnt af forbundspræsidenten den 16. december 2013.[kilde mangler]

### Retsvæsen
Den østrigske forfatningsret tager ikke udgangspunkt i et enkelt forfatningsdokument, idet der i østrigsk statsret ikke er krav om, at forfatningsregler inkorporeres i ét forfatningsdokument. Bundes-Verfassungsgesetz (B-VG) (da: Forbunds-forfatningsloven) af 1. oktober 1920 anses som det centrale forfatningsdokument i Østrig, som danner kernen i forfatningsretten. Herudover findes der forfatningslove, som også i materiel forstand hører til forfatningsretten, men som står udenfor B-VG. Det er f.eks. "Statsgrundloven om statsborgernes almene rettigheder" fra 21. december 1867 eller Den Europæiske Menneskerettighedskonvention af 4. november 1950, som omhandler nogle grundlæggende rettigheder, som ikke findes i B-VG. Andre love, der har forfatningsstatus, er Forbudsloven fra 1947, der bl.a. forbyder det nationalsocialistiske parti, Finansforfatningsloven fra 21. januar 1948, Neutralitetsloven fra 26. oktober 1955 og den i 1994 besluttede forfatningslov om indtræden i EU den 1. januar 1995. Hertil skal lægges mere end 1.300 rent formelle forfatningslove og forfatningsbestemmelser i enkelt-love, som f.eks. statstraktater med forfatningsstatus. Som følge af forfatningskommissionens arbejde i perioden 2003-2005 er den første "forfatnings oprydningslov" vedtaget i 2007, som har fjernet flere af disse bestemmelser fra forfatningsdelen.
Østrigs retssystem er opbygget i 4 retsinstanser, der alle hører under forbundsstaten (retterne er dermed ikke et anliggende for forbundslandene):
- 192 Bezirksgerichte dømmer primært i civilret, handelsret samt i strafferet der enten kun giver bøde eller indtil 1 års fængsel.
- 21 Landesgerichte, der fungerer som 2. instans for Bezirksgericht samt alle typer af straffesager. Endvidere behandles en række civilretssager som 1. instans, f.eks. arbejds- og socialretssager
- 4 Oberlandesgerichte, der tager sig af appelsager fra Landesgericht, dvs. civilretssager, der blev behandlet som 1. instans af Landesgericht og straffesager
- 1 Oberster Gerichtshof (Højesteret) beliggende i Wien, der tager sig af appelsager i civilretssager som 3. instans. I straffesager behandles klager over domme i nævninge- og domsretssager fra Landesgericht.

Afprøvning af offentlig ret sker i enten Verwaltungsgerichtshof (forvaltningsdomstolen) eller Verfassungsgerichtshof (forfatningsdomstolen). Begge disse domstole er på samme niveau som, og dermed ligestillet med, Højesteret. Forfatningssager kan på grund af denne ligestilling ikke anlægges i de normale retter men kan kun indgives for forfatningsdomstolen.
Fra 1. juli 2008 oprettes en asyldomstol, der skal fungere som sidste instans i asylspørgsmål.

### Finanspolitik
De forventede udgifter i statsbudgettet for 2008 er 69,9 mia. euro og indtægterne forventes til 66,9 mia. euro. Der var således budgetteret med et underskud på 3 mia. svarende til 1,1 % af BNP. Regeringen regner først med et nul-budget i 2010. Indtil da skal statsunderskuddet holdes under 1 % af BNP. Statsgælden nåede i 2007 det højeste niveau med 163,3 mia. euro.

### Forsvar
Forsvaret er baseret på en almen værnepligt for alle mandlige statsborgere i alderen fra 17 til 50 år.[kilde mangler] Kvinder kan aftjene en frivillig militærtjeneste.[kilde mangler] Forbundshæren består af cirka 35.000 værnepligtige og konstabler og 75.000 mand i militsen.[kilde mangler] Værnepligten er seks måneder (før 2006 var den otte måneder).[kilde mangler] Forsvarsbudgettet er med 0,71 % af BNP (ca. 1,8 mia. euro) blandt de laveste i verden.[kilde mangler]
Siden 1974 kan værnepligtige gennemføre civiltjeneste,[kilde mangler] hvis de af samvittighedsgrunde nægter værnepligt. Denne varer ni måneder.[kilde mangler]

### Sikkerhed og neutralitet
Østrigs sikkerhedsmæssige situation er grundlæggende god, og landet er, med undtagelse af Schweiz og Liechtenstein, kun omgivet af EU-medlemsstater. Den sikkerhedspolitiske indsats koncentrerer sig primært om terrorbekæmpelse og internationale indsatser inden for rammerne af EU og FN. Republikken har i 1955 besluttet en evig neutralitet gennem en forfatningslov.
Efter jerntæppets fald i 1989 besluttede Østrig gennem den nye artikel 23f i forfatningsloven et retligt grundlag for at kunne medvirke i fredsbevarende indsatser. Landet deltager herefter i NATO-programmet Partnerskab for fred.
Østrigs indtræden i EU blev indenrigspolitisk begrundet med, at man "indgår som neutralt land i EU". Østrig har observatørstatus i Vestunionen. Med udvidelsen af Vestunionens opgaver i 1992 besluttede Østrig at deltage i fredsbevarende og humanitære opgaver. Samme beslutning traf man inden for rammerne af den europæiske sikkerheds- og forsvarspolitik samt EU's fælles udenrigs- og sikkerhedspolitik.

### Udenrigspolitik
Set i lyset af Østrigs neutralitet ønskede landet fra midten af det 20. århundrede at stå i brydningen mellem de to stormagter Vest- og Østeuropa. Udenrigspolitikken bestod ofte i at skabe stabilitet i regionen og at bidrage til nye samarbejder i øst-vest-forholdet. Med østblokkens opløsning er denne rolle dog bortfaldet. I østrigsk selvforståelse har neutraliteten også en særlig moralsk dimension,, samt interview med præsident Heinz Fischer den 21. januar 2005, der gør Wien/Østrig særlig egnet som mødested for internationale forhandlinger og konferencer, også selv om Østrig ikke nødvendigvis har direkte interesse i de emner, der skal drøftes.
I Wien ligger det tredje sæde for de Forenede Nationer efter New York og Geneve. Udover FN-repræsentationen huser Østrig en række andre internationale organisationer. Det er bl.a. Det Internationale Atomenergiagentur (IAEA), Organisationen for Sikkerhed og Samarbejde i Europa (OSCE), OPEC samt en række NGO'er.

### Centrope og tvillingebyer
Forbundlandene Wien, Niederösterreich og Burgenland danner sammen med regioner i det sydlige Tjekkiet, det vestlige Slovakiet og det vestlige Ungarn Europaregion Mitte (Centrope).[kilde mangler] Denne regions grundstamme er tvillingebyerne Wien og Bratislava. Der samarbejdes indenfor erhvervs-, infrastruktur-, uddannelses- og kulturområdet i en region, der har omkring 6 mio. indbyggere.[kilde mangler] Gennem udbygning af infrastrukturen skal regionen udvides til 11,3 millioner indbyggere.[kilde mangler]
Inden for de kommende år koncentrerer udbygningen sig frem for alt inden for tvillingebyernes område. Det er målet at gøre aksen Wien-Bratislava til et højklasset trafikknudepunkt i Centraleuropa, og at skabe en korridor til Asien. Ud over nye vejforbindelser mellem Wien og Bratislava (motorvejene A6 og S8), satses hovedsageligt på skinne-, luft- og vandtrafik. Gennem opkøb af majoriteten af lufthavnen i Bratislava ønskede Wiens Lufthavn at skabe en fælles lufthavn for området. Den slovakiske regering modsatte sig imidlertid et salg under de betingelser og ejer i dag fortsat lufthavnen.[kilde mangler] I dag satses på tættere samarbejde mellem de to lufthavne.[kilde mangler]
Det diskuteres om Østrig skal forbinde sig til den Den transsibiriske jernbane som i dag har forbindelsespunkter i Polen, Østslovakiet og Ungarn.[kilde mangler] Udbygningen af Donau som trafikal vandvej til Sortehavet er et vigtigt anliggende, men de miljømæssige konsekvenser ved at gøre floden dybere mellem Wien og Bratislava diskuteres.[kilde mangler] Dette infrastrukturtiltag ville lette godstransporten mellem Europa og Asien, og være et alternativ til havnene i Rotterdam og Hamborg.[kilde mangler] En udbygning af den rumænske havn i Constanţa ville muliggøre en stærkt forkortet transporttid over Donau til Mellemeuropa.[kilde mangler]

### Klimapolitik
I marts 2007 tiltrådte ministerrådet den "østrigske klimastrategi", der skal nå målene i Kyoto-aftalen senest i 2012. En af de væsentligste dele i Østrigs miljøpolitik er klimaindsatsen. Lebensministerium (Livsministeriet) har ansvar for at gennemføre regeringens klimastrategi.
Vedvarende energi har i årtier været rygraden i strømforsyningen i Østrig. Indtil 1997 kom 2/3 af strømforsyningen fra vandkraft. Inden 2010 skal 78,1 procent af strømforsyningen komme fra vedvarende energi. Andelen af økostrøm gennem vind, biomasse eller geoterm skal hæves til 10 procent inden 2010.

## Delstater
Østrig er en forbundsrepublik inddelt i 9 delstater eller Bundesländer. Disse er (hovedstæder i parentes):
- Burgenland (Eisenstadt)
- Kärnten (Klagenfurt)
- Niederösterreich (St. Pölten)
- Oberösterreich (Linz)
- Salzburg (Salzburg)
- Steiermark (Graz)
- Tyrol (Innsbruck)
- Vorarlberg (Bregenz)
- Wien (Wien)

De otte forbundslande udover Wien er opdelt i 79 Bezirke (1. januar 2020), som er yderligere inddelt i kommuner samt i 15 statutarbyer, der selv varetager administrationen af et bezirk. Der er 2.093 kommuner (ultimo 2024) i Østrig.

## Økonomi og erhverv
Østrig er med sin veludviklede markedsøkonomi og høje levestandard tæt knyttet til Den Europæiske Union, herunder specielt Tyskland. Medlemskab af EU har tiltrukket udenlandske investorer, også på grund af nærheden til de nye EU-lande i øst og syd. Langsom økonomisk vækst i Tyskland og resten af verden sænkede væksten til 1,2% i 2001. Væksten i 2005 var dog steget til ca. 2 %.[kilde mangler]

### Bjergværksdrift
Bjergværksdrift har indenfor de seneste årtier mistet en del af sin betydning. Blyudvindingen i Bad Bleiberg i Kärnten, som kan spores helt tilbage til 800 f.Kr., er i dag indstillet ligesom mange af jernmalms- og brunkulsminerne.

### Land- og skovbrug
Østrigs land- og skovbrug er kendetegnet ved mange små bedrifter, særligt på grund af de mange bjergbønder. Siden 1960 er antallet af bedrifter halveret, mens bedrifternes arealstørrelse i tilsvarende periode er fordoblet. Tendensen går dermed i retning af større bedrifter, men 61 % har fortsat et dyrkningsareal på under 20 ha., mens kun 4 % har et dyrkningsareal på over 100 ha. I alt reduceres antallet af bedrifter årligt med ca. 5.000. Der er i dag omkring 190.000 land- og skovbrugsbedrifter, hvoraf knap 40 % drives af bjergbønder.
Der er 1,38 mio. ha. markdyrkningsareal i Østrig, hvoraf 56,3 % anvendes til kornproduktion, 11 % til olieplanter, 6,3 % til kløver og 1,6 % til kartofler. Største kornproducerende forbundsland er Niederösterreich, der har 60 % af landets samlede areal for korn (ekskl. majs).
Der er godt 32.000 vinbønder, der dyrker vin på 48.557 ha. hvoraf 75 % er hvidvin. Det største vinareal findes i Niederösterreich, som har 60 % af det samlede vindyrkningsareal efterfulgt af Burgenland med 30 %. Vin er samtidig et vigtigt landbrugsprodukt til eksport. Hovedaftager af vinen er med 2/3 Tyskland og derefter Schweiz og USA.
Frugtproduktionen består primært af æbler, pærer, ferskner, abrikoser, blommer, kirsebær og valnødder, som dyrkes på i alt 7.669 ha. Steiermark er langt det største frugtproducerende forbundsland.
Dyreproduktionen består primært af svin, kvæg, får og geder. Svin står for 57 % af den samlede dyrebesætning i Østrig, mens kvæg står for 36 %.
På grund af de små bedriftstørrelser udsættes Østrigs landbrug for stigende konkurrencepres fra de nye EU-lande, og landet satser derfor i stigende omfang på kvalitetsprodukter samt bio- og økologiprodukter. Med en samlet andel på knap 10 % har Østrig den største tæthed af økologisk drevne landbrug i EU.
Skovdrift er også en betydende faktor på grund af de store skovarealer, hvorfra der leveres træ til forarbejdning i træ- og papirindustrien. Uforarbejdet træ eksporteres primært til det sydeuropæiske område.

### Turisme
Østrig har mange gode forudsætninger for turisme. Med Alpernes dominans i Østrig er der talrige muligheder for at dyrke alpin skisport. Særligt forbundslandene Vorarlberg, Tyrol og Salzburg tilbyder mange skiområder, som er veludstyret med svævebaner (gondoler), stole- og skilifte. De store skiområder i de østrigske alper råder over mindst 50 forskellige liftanlæg og helt op til 100 km ryddede skinedfarter. Områderne er imidlertid ikke altid sammenhængende, hvorfor der tilbydes buskørsel mellem skistederne. Også i de østlige forbundslande findes mange skiområder, som ofte kombineres med andre vintersportsmuligheder, f.eks. med langrendsløjper, kælkebaner og termalbade. Den alpine skisport er i Østrig en vigtig drivkraft for turismen og er en betydende erhvervsfaktor.
For sommerturismen spiller bjergene en stor rolle for aktiv ferie med bjergvandring og bjergbestigning. Landskabet giver endvidere mulighed wild-life oplevelser som rafting, rapelling, mountainbiking og paragliding. Det varme stabile sommervejr i den sydlige og sydøstlige del af landet giver endvidere gode muligheder for badeferie ved de mange søer, f.eks. Neusiedler See og Ossiacher See. Mange søer opnår ganske varme temperaturer på grund af lille gennemstrømning og intensiv solstråling. Også Bodensee i landets nordvestlige hjørne på grænsen til Tyskland og Schweiz er et populært mål for badeferie.
Storbyturismen omfatter primært Wien og de 8 hovedstæder i forbundslandene. Mere end halvdelen af storbyturisterne besøger Wien, mens Salzburg og Innsbruck også er godt besøgt. Herefter følger Linz, Graz og Klagenfurt efterfulgt af de mindre byer Bregenz, St. Pölten og Eisenstadt. Østrig tilbyder kulturmæssigt mange oplevelser på grund af landets historisk betingede status som kulturudbyder. En række musikbegivenheder trækker hvert år et stort publikum til landet, f.eks. festspillene i Salzburg og Bregenz, der afholdes hvert år i juli og august, og Nytårskoncerten i Wiener Musikverein. Opera, klassisk musik og kunstudstillinger udgør en stor del af kulturudbuddet i Østrig.

### Virksomheder og handel
Østrig har en af verdens største industrisektorer, og industrien er kendetegnet ved at være moderne og produktiv. Virksomhedernes størrelse er primært små eller mellemstore. Virksomheder med under 10 ansatte udgør omkring 40 %, mens virksomheder med under 100 ansatte udgør knap 80 %. Den største andel af produktionen sker inden for maskin- og stålindustri, bilproduktion (f.eks. motorer og tilbehør), kemisk industri, møbelproduktion og til dels også elektro- og elektronikindustrien.
De gamle statslige industrier er hovedsageligt privatiseret. Det gælder f.eks.
- OMV AG, olie-, naturgas og kemikoncern med en omsætning på knap 19 mia. euro og knap 5.200 ansatte (2006)
- Voestalpine AG, stålkoncern med en omsætning på knap 7,1 mia. euro og 25.300 ansatte fordelt på 36 lande, hvoraf 60 % er ansat i Østrig
- VA Technologie AG, Teknologikoncern indenfor industriproduktion, energi og infrastruktur med en omsætning på knap 4 mia. euro og 17.000 medarbejdere, hvoraf 47 % er beskæftiget i Østrig (2003). Solgt til Siemens.
- Steyr Daimler Puch AG, metalforarbejdende industri indenfor køretøjer, knallerter/cykler og våben. Hovedparten solgt til Magna-koncernen. Er i dag opdelt i en række selvstændige selskaber
- Austria Metall AG (AMAG), aluminiumsindustri med en omsætning på 723 mio. euro og 1.530 medarbejdere (2005). I dag opdelt i en række forskellige selskaber.

Virksomheder inden for servicesektoren udgør i dag den største del af det østrigske erhvervsliv. Først og fremmest turisme, handel og bankvirksomhed er repræsenteret indenfor sektoren. De østrigske banker nyder endnu i dag fordel af den i Østrig strenge bankhemmelighed. Efter indtrædelsen i EU blev anonymiteten ved almindelige bankkonti ophævet, men det gælder fortsat, at myndigheder ikke kan få kontooplysninger uden retlig tilladelse.

### Samhandel
Østrigs handelsbalanceunderskud er inden for de seneste år reduceret, således at landet i 2006 havde et underskud på 0,5 mio. euro. De største samhandelslande er Tyskland, USA, Italien, Schweiz, Frankrig, Tjekkiet og Ungarn, med Tyskland som det absolut største samhandelsland. 30 % af Østrigs samlede eksport går til Tyskland, mens 40 % af Østrigs samlede import kommer fra det nordlige naboland.
Østrigs samhandel med Danmark er forholdsvis lille. Således udgør Østrigs eksport til Danmark 0,5 % af den samlede eksport, mens importen fra Danmark udgør 0,5 % af den samlede import. Østrigs vareeksport til Danmark var dog stigende fra 2005 til 2006. I 2006 eksporterede Østrig varer til Danmark for 725,7 mio. euro, hvilket er en stigning på 11 % i forhold til året før. Østrigs import af varer fra Danmark var i samme periode faldende. Således importerede Østrig varer for 505 mio. euro i 2006, hvilket er et fald på 8 % i forhold til året før.
I forhold til den samlede handel med udlandet er de største importgrupper målt i værdi maskiner og køretøjer, olie og gas, kemiske og medicinske produkter, stål- og metalvarer samt beklædning. Største eksportgrupper målt i værdi er stål- og metalvarer, maskiner og køretøjer, kemiske og medicinske produkter, drikkevarer og træ.

### BNP og BNI
Østrigs bruttonationalprodukt var i 2004 på 231,8 mia. euro. Bruttonationalindkomsten (BNI) var 235,1 mia. euro, hvilket svarer til et BNI pr. indbygger på 28.880 euro (BNI pr. indbygger i Danmark i 2004 var 35.869 euro). Det er værd at bemærke, at omkring 5 % af BNI direkte eller indirekte har sammenhæng med Østrigs vintersport.

### Arbejdsløshed
I 3. kvartal 2007 var der 196.000 arbejdsløse i Østrig svarende til 4,6 % af arbejdsstyrken. Arbejdsløsheden blandt kvinder er markant højere end blandt mænd. Således var 104.600 kvinder arbejdsløse (5,4 %) mod 91.400 mænd (3,9 %).
Den i europæisk sammenhæng gunstige arbejdssituation skyldes bl.a. et meget lavt antal ældre arbejdstagere. I Østrig er kun 40 % af aldersgruppen 55 – 64 år i et beskæftigelsesforhold. Tendensen er imidlertid, at en større andel af denne gruppe bliver længere i beskæftigelse. I 2005 var således kun 32 % af denne gruppe i erhvervsstyrken. Stigningen tilskrives til dels en forbedret registrering af medhjælpende familiemedlemmer, der ofte er på deltid.

## Infrastruktur

### Trafik
Trafikinfrastrukturen er på den ene side præget af Østrigs beliggenhed i Alperne og på den anden side af landets placering i Mellemeuropa – både på vej- og skinneområdet. Alpeområdet kræver mange tunneler og broer, som skal kunne holde til de voldsomme vejrforhold. På grund af den centrale beliggenhed er Østrig transitland, særligt i retningerne nord-syd og nord-sydøst. Efter jerntæppets fald er også øst-vestretningen blevet interessant. En status som transitland kræver dog en større dimensionering af færdselsarealerne, også i miljømæssigt følsomme områder, hvilket ofte medfører folkelige protester. Østrig har iværksat tiltag primært overfor lastvogntrafikken, som har givet landet en spydspidsstatus. F.eks. fik Østrig meget tidligt lovgivning, der krævede katalysator på alle lastvogne. Ligeledes er der på visse vejstrækninger kun tilladt støjsvage lastvogne.
Vejtrafik
Det østrigske vejnet omfatter:
- Motorveje: 2.050 km.
- Overordnede veje (Landesstrassen): 34.000 km.
- Øvrige veje (Gemeindestrassen): 71.000 km.

Vejnettet er for hovedparten på offentlige hænder. På motorveje betales en afgift; personbiler gennem køb af et mærkat (die Vignette) og lastbiler gennem afstandsafhængig afgift.
Skinnetrafik
Den største del af Østrigs jernbanestrækninger drives af Österreichische Bundesbahnen (ÖBB), der er Østrigs statsejede og største jernbaneselskab. En mindre del af jernbanenettet drives af private eller af forbundslandene.
Der findes S-baner i Salzburg, Wien, Graz og Innsbruck (de to sidstnævnte åbnede første linjer i december 2007). S-tog er under planlægning i Linz. Wien er den eneste by i Østrig med en traditionel U-bane. Der findes sporvogne i Wien, Gmunden, Graz, Innsbruk og Linz. Derudover findes der i Serfaus i Tyrol en underjordisk luftpudesvævebane, der kun er 1.300 meter lang.
Skibsfart
Hovedparten af skibstrafikken foregår på Donau. Personbefordringen, som allerede skete helt tilbage i Habsburgermonarkiets tid med Erste Donau-Dampfschiffahrts-Gesellschaft (DDSG), sker i dag mest i turismens tjeneste, og sker endvidere på Inn og på de større søer. Twin-City-Liner forbinder Wien med Bratislava ad Donau og udgør et attraktivt alternativ for pendlere. Hovedsageligt besejles passagervandvejene kun i sommerhalvåret.
Inden for godstrafikken anvendes stort set kun Donau, som er blevet væsentligt opklassificeret gennem etableringen af Rhein-Main-Donau-kanalen og som dermed kan tage mere transittrafik fra Nordsøen til Sortehavet. De eneste godshavne i Østrig ligger i Linz, Enns, Krems og Wien.
Luftfart
Det største nationale flyselskab er Austrian Airlines Group (Austrian Airlines, Lauda Air og Austrian Arrows). Med Niki har Østrig siden 2003 haft et lavprisselskab som alternativ. Herudover er InterSky et regionalt lavprisselskab, der flyver fra Friedrichshafen i det sydlige Tyskland. Andre regionale flyselskaber er Welcome Air og Air Alps.

### Energiforsyning
Den elektriske energi hentes overvejende fra vandkraft (ca. 2/3). For at dække behovet i spidsbelastninger er de store dæmningsværker endvidere udstyret med gasturbinekraftværker. 2 % af strømforsyningen leveres af vindkraft, som fortrinsvis er placeret i landets østlige del, hvor vinden er kraftigst.
Eldistributionen sker hovedsagelig gennem ni selskaber i forbundslandene, som også leverer direkte til forbrugerne. Derudover findes en række mindre forsyningsselskaber, der for det meste er offentligt ejet. På grund af den østrigske forfatningslov om atomfrihed produceres der ikke strøm på atomkraftværker. Selvom man i 1970'erne opførte kernekraftværket Zwentendorf, blev det efter en folkeafstemning i 1978 aldrig taget i brug.
Gas- og olieforsyningen sker hovedsagelig fra udlandet. Der findes naturgasforekomster i Østrig, særligt omkring Wien, hvor også sikkerhedslagrene for landets reserver ligger. Disse indeholder gas svarende til omkring 20 % af Østrigs årsforbrug. Traditionelt kommer hovedforsyningen af gas fra Rusland, hvorfra Østrig i 1968 som første land vest for jerntæppet fik gasleverancer. 5 store naturgasledninger, som også forsyner store dele af Vest- og Mellemeuropa, går gennem Østrig. Den største del af landets olieforsyning kommer fra udlandet, hvor det meste tilføres fra olieledningen fra den italienske havneby Trieste. Hovedimportland for olie er Saudi-Arabien. Landets eneste raffinaderi findes i Schwechat ved Wien.

### Kommunikation
På trods af de svære topografiske forhold har Østrig et godt udbygget telekommunikationsnet, hvor hele landet er dækket af fastnet- og mobiltelefoni. De største udbydere er Telekom Austria, Mobilkom Austria, Drei, One, T-Mobile Austria, UPC Telekabel og Tele2UTA. På grund af et stort antal udbydere er taksterne i Østrig gunstige i sammenligning med andre lande.
Højhastighedsinternet kan opnås i stort set hele landet. Den største landsdækkende udbyder er Telekom Austria efterfulgt af Tele2UTA og UPC. Regionale datanet findes i og omkring storbyerne.

## Uddannelse
I Østrig er skolesystemet et statsanliggende.[kilde mangler] Udover forsøgsordninger er skoletyper og læreplaner derfor ens i hele landet.[kilde mangler] I Østrig er der undervisningspligt for alle børn, som opholder sig permanent i landet.[kilde mangler]
Børn kan fra treårsalderen begynde i børnehave.[kilde mangler] Skolegangen påbegyndes den første september efter fuldendelsen af barnets sjette leveår.[kilde mangler] Den almene undervisningspligt er ni år.[kilde mangler] Denne fordeler sig med fire år i grundskolen (Volksschule) og fire år i overbygningsskolen (AHS Unterstufe, som kræver et særligt gennemsnit fra grundskolen, eller Hauptschule, som alle har lige adgang til).[kilde mangler] Efter de otte år skal det sidste undervisningspligtige år gennemføres inden for én af fire skoleretninger:[kilde mangler]
- AHS Oberstufe, som er en alment dannende overbygning
- BHS, som er en højere erhvervsforberedende skole som kan afsluttes efter fem år med en diplomeksamen
- BMS, som er en mellem erhvervsforberedende skole svarende til fag- og handelsskole
- Polyteknisk skole, der efter et år giver adgang til en læreplads.

Fra AHS og BHS kan eleverne med en studentereksamen efter det tolvte eller trettende undervisningsår fortsætte på universitet, faghøjskole eller akademi.[kilde mangler]
I Østrig er der universiteter i Wien, Graz, Linz, Salzburg, Innsbruck og Klagenfurt samt i Loeben og Krems. Faghøjskoler er en alternativ akademisk uddannelsesform, som har eksisteret i Østrig siden 1994.[kilde mangler]
De højere læreanstalter opkræver et årligt undervisningsgebyr på 363,63 euro.[kilde mangler]

## Kultur
Wien var i det 18. og 19. århundrede centrum for musiklivet.[kilde mangler] Endnu i dag er der mange operahuse, teatre og orkestre, ligesom traditioner som Wiener Philharmonikernes nytårskoncert og de mange festspil. Derudover er der en levende kabaretscene.[kilde mangler] På det kulinariske område er der en lang tradition for caféer i Wien, heurige samt en masse lokale traditioner. I 2003 var Graz europæisk kulturby. Otte bygningsværker eller landskaber er på UNESCO's Verdensarvsliste.

### Musik
De store komponister fra den klassiske epoke er Wolfgang Amadeus Mozart fra Salzburg og Ludwig van Beethoven fra Bonn i Tyskland, som begge havde deres virke i Wien.[kilde mangler] Derudover var der Joseph Haydn, Franz Schubert, Anton Bruckner og Johann Strauss den yngre, kendt som "valsekongen".[kilde mangler] Kendte komponister fra det 20. århundrede er Gustav Mahler, Arnold Schönberg, Alban Berg og Anton von Webern. Kendte dirigenter er Erich Kleiber, Herbert von Karajan, Karl Böhm og Nikolaus Harnoncourt. Blandt den moderne klassiske musik er der etablerede navne som György Ligeti, Friedrich Cerha og Georg Friedrich Haas.
Klassisk musik er fortsat en vigtig del af det østrigske kulturliv, som værdsættes af et stort internationalt publikum. Festspillene i Salzburg har siden 1920 årligt trukket et stort publikum til og Wiener Philharmonikernes nytårskoncert transmitteres til mere end 40 forskellige lande.[kilde mangler]
Udover den klassiske musik er der i dagens Østrig et stort publikum til popmusik,[kilde mangler] hvor bands som S.T.S. og Austria 3 gør sig bemærket samt enkeltkunstnere som Udo Jürgens, Peter Alexander, Wolfgang Ambros, Georg Danzer, Rainhard Fendrich og den meget populære sangerinde Christina Stürmer. Flere af den moderne musiks kunstnere har opnået internationalt gennembrud, blandt andet Falco (alias Johann "Hans" Hölzel), Hubert von Goisern og DJ Ötzi, ligesom elektronisk musik fra Østrig har også nået en international betydning eksempelvis gennem Kruder & Dorfmeister. Flere alternative musikgrupper, som også er blevet kendt udover Østrigs grænser, har udviklet sig ved siden af mainstream. Her kan eksempelvis nævnes Kurt Ostbahn, DENK, hiphopbandet Texta fra Linz, punkbandet Red Light Flash fra Graz og heavy metal bandet Belphegor fra Salzburg.
Joe Zawinul og hans gruppe Weather Report, der blandt andet talte amerikaneren Miles Davis, var med til at skabe en ny stilretning indenfor 1970'ernes musikalske fusioner mellem jazz, rock, funk og soul.[kilde mangler]

### Teater
Opera har haft stor indflydelse på udvikling af teaterkunsten i Wien.[kilde mangler] For hoffet var operaen en ideel udtryksmåde for absolutismen,[kilde mangler] og i det 18. århundrede blev det regnet for den fornemste kunstart af alle.[kilde mangler] I tiden inden martsrevolutionen havde teaterlivet gode vilkår både gennem faste trupper i Wien og de mere folkelige omvandrende trupper i Østrig.[kilde mangler] Fra denne tid stammer også flere teaterbygninger blandt andet Theater an der Wien, og landets største lystspildigter Johann Nestroy dominerer i denne periode Wiens teaterliv med det socialkritiske folketeater.
Operaen fandt også den populære mellemform i form af operette, som havde et stort publikum i Wien, og i det 20. århundrede har teaterformerne stadigt udviklet sig, blandet andet gennem Festspillene i Salzburg.[kilde mangler] Fra 1970'erne oplevede teateret i Østrig fornyet opsving, hvor også det eksperimenterende teater vandt frem.[kilde mangler]
En anden afart af teaterformen er kabaret-genren, der har stor udbredelse i Østrig.[kilde mangler] Inden for kulturens rammer beskæftiger kabareten sig med politiske eller dagligdags temaer – i enkelte tilfælde også kritiske temaer – med en balance mellem komedie, teater og underholdning, der ofte er lokalt præget fra det enkelte forbundslands egn.[kilde mangler]
De vigtigste teaterscener i Wien er: Burgtheater, Akademietheater, Volkstheater, Schauspielhaus, Theater in der Josefstadt og Vienna's English Theatre.

### Arkitektur
Der findes arkitektur fra den romanske epoke, som endnu står i dag. Et eksempel på romansk byggeri i Østrig er Dom zu Gurk i Kärnten. Gotik afløste den romanske stil, som først slog igennem i Østrig omkring 1250,[kilde mangler] men derimod også var dominerende helt frem til 1500.[kilde mangler] Stephansdom i Wien er det vigtigste eksempel på gotisk bygningsværk, som også har betydning i international sammenhæng. Renæssance er stort set ikke repræsenteret i den østlige del af Østrig, da man i den periode på grund af krigene mod det Osmanniske Rige ikke havde de fornødne midler til at bygge.[kilde mangler] Byggestilen kan i stedet findes i eksempelvis Innsbruck og Graz samt i mange små byer.[kilde mangler] Barok er til gengæld rigt repræsenteret, der med næsten hundrede års forsinkelse satte ind omkring 1690.[kilde mangler] Stilen dominerer mange bykerner, da Østrig i denne tid oplevede et enormt byggeboom, og mange ældre sakrale bygninger blev ombygget.[kilde mangler] Den store aktivitet i denne periode gav så til gengæld en mere stille periode i rokoko og klassicismen, der arkitektonisk er svagt repræsenteret i Østrig.[kilde mangler]
Et fornyet byggeboom opstod særligt i Wien med bygningen af Ringstraße, hvor den danske arkitekt Theophil Hansen gjorde sig gældende med bygninger som parlamentet, børsen og musikforeningen, og reguleringen af Wienfloden i sidste halvdel af 1800-tallet.[kilde mangler] Fra 1900 fik jugendstil sin korte opblomstringsperiode og satte tydelige spor i arkitekturen, ikke mindst i Wien, hvor stadtbahn-stationerne blev tegnet af Otto Wagner.[kilde mangler] Herefter var det nyklassicisme, der frem til 1950'erne satte præg på arkitekturen,[kilde mangler] og i nyere tid er det modernisme og postmodernisme, der præger arkitekturen.[kilde mangler]
Bykernerne i Salzburg, Graz og Wien er opført på UNESCO's Verdensarvsliste.[kilde mangler] Endvidere er slottet Schönbrunn opført på verdensarvslisten.[kilde mangler]

### Videnskab og nobelprismodtagere
I den første del af det 20. århundrede har Østrig givet væsentlige bidrag til videnskaben med blandt andet følgende tænkere og forskere: Richard Zsigmondy, der beviste den heterogene natur af kolloide løsninger, grundlæggerne af Kvantemekanikken Wolfgang Pauli og Erwin Schrödinger, grundlæggeren af psykoanalysen Sigmund Freud, Wienerkredsens filosoffer og Ludwig Wittgenstein, dyrepsykologiens fader Konrad Lorenz, filosoffen Karl Popper, bilkonstruktøren Ferdinand Porsche, opfinderne Viktor Kaplan og Joseph Ressel, patologen Karl Landsteiner, der opdagede AB0 blodtyperne, "mødrenes frelser" Ignaz Semmelweis samt økonomerne Carl Menger, Joseph Schumpeter og Friedrich August von Hayek.
| År   | Pris                                  | Modtager                   |
| ---- | ------------------------------------- | -------------------------- |
| 1905 | Nobels fredspris                      | Bertha von Suttner         |
| 1911 | Nobels fredspris                      | Alfred Hermann Fried       |
| 2004 | Nobelprisen i litteratur              | Elfriede Jelinek           |
| 1923 | Nobelprisen i kemi                    | Fritz Pregl                |
| 1925 | Nobelprisen i kemi                    | Richard Zsigmondy          |
| 1938 | Nobelprisen i kemi                    | Richard Kuhn               |
| 1933 | Nobelprisen i fysik                   | Erwin Schrödinger          |
| 1936 | Nobelprisen i fysik                   | Victor Franz Hess          |
| 1945 | Nobelprisen i fysik                   | Wolfgang Pauli             |
| 1914 | Nobelprisen i fysiologi eller medicin | Robert Bárány              |
| 1927 | Nobelprisen i fysiologi eller medicin | Julius Wagner-Jauregg      |
| 1930 | Nobelprisen i fysiologi eller medicin | Karl Landsteiner           |
| 1936 | Nobelprisen i fysiologi eller medicin | Otto Loewi                 |
| 1973 | Nobelprisen i fysiologi eller medicin | Konrad Lorenz              |
| 1973 | Nobelprisen i fysiologi eller medicin | Karl Frisch                |
| 1974 | Nobelprisen i økonomi                 | Friedrich August von Hayek |

[kilde mangler]

### Mad og drikke
Det østrigske køkken har på grund af landets historie haft stor indflydelse fra Ungarn, Bøhmen, Italien og Frankrig.[kilde mangler] Gennem den traditionelle regionale kogekunst fra forbundslandene er køkkenet meget alsidigt. Typiske østrigske retter er Wienerschnitzel, Brathendl (panerede stegte kyllingestykker), gullasch, og fiskeretter som karper og foreller. De søde retter som Sachertorte, Apfelstrudel og Kaiserschmarrn (tyk pandekage med rosiner serveret i småstykker med puddersukker) er alle verdensberømte.[kilde mangler]
Østrig har et rigt restaurationsliv med både traditionel østrigsk mad og udenlandsk køkken, og særligt i Wien har man en stærk tradition for et etnisk alsidigt køkken, der har rødder tilbage til Wien som metropol i det Østrig-ungarske rige.[kilde mangler] Indvandringen fra øst i anden halvdel af det 20. århundrede har ligeledes sat sit præg på restaurationsudbuddet.[kilde mangler] Wienercaféen, med sit udbud af et utal af kaffesortimenter, er verdensberømt, og hører sammen med den franske og italienske kaffe til de mest traditionsrige i Europa.[kilde mangler]
Vinproduktionen er forbundet med store traditioner i Østrig.[kilde mangler] Vinen eksporteres såvel i Europa som oversøisk (primært USA),[kilde mangler] og er særligt siden midten af 1990'erne blevet kvalitetsmæssigt bedre. Østrigerne drikker knap 40 liter vin pr. person årligt.[kilde mangler] Vinen har en særlig betydning i forbindelse med heurigenkulturen, hvor vinbønderne udskænker egen vin og ofte også tilbyder bespisning i mindre omfang, ofte i form af kold mad såsom brød, pølse, skinke og ost.[kilde mangler] Heurigenkulturen er mest udbredt i den østlige del af landet.[kilde mangler] Også øl har stor betydning i Østrig, hvor der findes omkring 140 bryggerier og der drikkes knap 109 liter øl pr. person årligt.[kilde mangler] Hovedstaden Wien har lagt navn til øltypen wiener øl, i Danmark bedst kendt som classic.[kilde mangler] Den er udviklet af bryggeren Anton Dreher i 1840, på hans bryggeri i klein Schwechat, lidt udenfor Wien.[kilde mangler]
Sprogligt har det østrigske køkken en helt række egne østrigske gloser for råvarerne, f.eks.:
| Eksempler på egne østrigske "køkkengloser" | Eksempler på egne østrigske "køkkengloser" | Eksempler på egne østrigske "køkkengloser" |
| ------------------------------------------ | ------------------------------------------ | ------------------------------------------ |
| Dansk                                      | Højtysk                                    | Østrigsk                                   |
| Tomat, tomater                             | Tomate, Tomaten                            | Paradeise, Paradeises                      |
| Blomkål                                    | Blumenkohl                                 | Karfiol                                    |
| Hvidkål                                    | Weißkohl                                   | Kraut                                      |
| Grønne bønner                              | Grüne Bohnen                               | Fisolen                                    |
| Gulerødder                                 | Möhren                                     | Karotten                                   |
| Røræg                                      | Rühreier                                   | Eierspeis, Eierspeise                      |
| Peberrod                                   | Meerrrettich                               | Kren                                       |
| Abrikoser                                  | Aprikosen                                  | Marillen                                   |
| Gær                                        | Hefe                                       | Germ                                       |
| Udskæring af okse (kogt)                   |                                            | Tafelspitz                                 |
| Blodpølse                                  | Blutwurst                                  | Blunze                                     |
| Kartofler                                  | Kartoffeln                                 | Erdäpfel                                   |
| Fløde (fed fløde)                          | Sahne                                      | Rahm/Obers                                 |

### Medier
Österreichischer Rundfunk er landets public service-virksomhed, der driver ORF1, ORF2, TW1 og ORF Sport Plus.[kilde mangler] ORF er lokaliseret i Wien,[kilde mangler] og står også for radiokanalerne Ö1, Hitradio Ö3 og FM4.[kilde mangler]
De vigtigste private stationer er ATV, musikstationen gotv og stationen der sender i Wiens metropolområde Puls TV.
Østrigs største dagblad er Kronen Zeitung, der i 2007 havde et oplag op omkring 1 million eksemplarer.

### Sport
Østrig har med naturen gode forudsætninger for skisport, og især inden for alpine discipliner har landet gennem årene haft en række dominerende sportsudøvere i disse sportsgrene.[kilde mangler] Blandt de største navne kan nævnes Franz Klammer, Hermann Maier, Benjamin Raich og blandt kvinderne Annemarie Moser-Pröll og Renate Götschl. Lignende sportsgrene som snowboarding og skihop er også vidt udbredt. Kendte skihoppere omfatter Armin Kogler og Andreas Goldberger.
Den mest populære holdsport i Østrig er fodbold, og den bedste fodboldrække er Bundesligaen, hvor flere hold kendt fra europæiske turneringer som Rapid Wien, Red Bull Salzburg og Sturm Graz spiller. Østrigs fodboldlandshold har dog ikke meget international succes, selv om landet sammen med Schweiz var værtsland for EM 2008. Udover fodbold, har Østrig også professionelle nationale ligaer til andre større sportsgrene inklusiv ishockey og basketball. I håndbold har et af Europas bedste kvindehold gennem mange år været det østrigske Hypo Niederösterreich.[kilde mangler]